# Triticella calveti
Triticella calveti är en mossdjursart som beskrevs av Jean-Loup d'Hondt och Hayward 1981. Triticella calveti ingår i släktet Triticella och familjen Triticellidae. Inga underarter finns listade i Catalogue of Life.